# Éamon de Valera
Éamon de Valera (Iers: Éamonn de Bhailéara), geboren als Edward George de Valera (New York, 14 oktober 1882 – Dublin, 29 augustus 1975), was een aanvoerder van de Ierse strijd voor onafhankelijkheid van het Verenigd Koninkrijk aan het begin van de 20e eeuw, en hij was partijleider van de republikeinse oppositie in de hieruit voortvloeiende Ierse Burgeroorlog.
Hij was daarna drie keer de president van de Executive Council van de Ierse Vrijstaat (de originele naam voor premier), en was de eerste taoiseach (de naam voor premier na 1937). Hij eindigde zijn politieke carrière als president van Ierland (1959-1973). De Valera is ook voorzitter van de Volkenbond geweest, van 1938 tot 1939.

## Jonge jaren
De Valera werd in New York geboren uit een Ierse moeder, Kate Coll. Hij heeft zelf aangegeven dat zij getrouwd was met Juan Vivion de Valera in 1881, maar ondanks veel onderzoek is daar geen bewijs voor gevonden. Zijn moeder nam hem mee naar Ierland toen hij twee jaar was, en trouwde opnieuw een paar jaar later. Éamon groeide op bij familie in Limerick, en toen hij oud genoeg was ging hij naar de kostschool, Blackrock College in Dublin.
De Valera was een intelligente jongeman, hij studeerde af in de wiskunde in 1904, en was actief spreker van het Iers-Gaelisch, en trouwde zijn lerares Iers, Sinéad Flanagan. Hij was ook actief lid van de Gaelic League die was opgericht door Douglas Hyde. Hij werd ook lid van de nationalistische groep de Irish Volunteers toen deze in 1913 werd opgericht.

## Paasopstand
De Valera was de aanvoerder van een groep vrijwilligers van de Dublinse afdeling van de Irish Volunteers tijdens de Paasopstand in april 1916. Nadat de opstand met harde hand werd neergeslagen werd hij door de Britse autoriteiten ter dood veroordeeld, maar de straf werd omgezet tot levenslange opsluiting. De reden hiervoor was tweeledig: ten eerste was hij ergens anders vastgezet dan de andere leiders zoals Pádraig Pearse en James Connolly. Had hij bij hen in het gebouw gezeten dan was hij waarschijnlijk tegelijkertijd geëxecuteerd. De tweede reden was dat hij misschien een Amerikaans paspoort had - hij was immers daar geboren. Men wilde de VS niet in het conflict betrekken door een van hun burgers om het leven te brengen. Tegen de tijd dat deze vragen werden opgelost was de negatieve reactie van het publiek tegen de executies reden om deze stop te zetten. Dit redde het leven van De Valera.
De Valera werd onder een pardon in 1917 vrijgelaten, en werd gekozen tot lid van het Britse lagerhuis voor Oost-Clare, alsook tot aanvoerder van Sinn Féin, de kleine republikeinse partij die onterecht door de Britten werd gezien als de aanstichter van de Paasopstand. Overlevenden van de opstand namen de partijnaam aan, en maakten er een republikeinse partij van. De voormalige aanvoerder van de partij, Arthur Griffith, had een Anglo-Iers tweeledig koningshuis voorgesteld, waarbij Ierland onafhankelijk werd aangevoerd, de enige band zou een gedeelde monarch zijn. Dit was de situatie onder de zogenoemde Constitutie van 1782, onder Henry Grattan, totdat Ierland in 1800 bij het Verenigd Koninkrijk van Groot-Brittannië en Ierland werd gevoegd.

## Voorzitter van de Dáil Éireann
Sinn Féin won de verkiezingen van 1918 met een grote meerderheid. Er was echter controversie met verdenkingen van fraude en de intimidatie van niet-Sinn Féin kandidaten. De verkozen leden van het Britse parlement, MPs, kwamen samen in Mansion House in Dublin, en vormden een Iers parlement, de Dáil Éireann. De leiding lag in de handen van de president van de Dáil (Priomh Aire), Cathal Brugha. De Valera werd opnieuw gearresteerd in 1918, en werd vastgezet. Hij ontsnapte de Lincoln Gaol in februari 1919, en nam zijn plaats in in het Ierse parlement - hij nam de rol van voorzitter van de Dáil over van Cathal Brugha in april van dat jaar.
Het conflict tussen de Britse overheid en de Dáil (die illegaal werd verklaard in september 1919) escaleerde naar gewapend verzet. De Valera ging naar Amerika om financiële steun bij elkaar te sprokkelen voor deze Ierse revolutie, en liet zijn politieke verantwoordelijkheden achter bij Michael Collins, zijn 29-jarige minister van Financiën.

## President
Toen hij in 1921 terugkwam naar een land in oorlog liet hij de Dáil Éireann de grondwet uit 1919 aanpassen zodat zijn rol als kabinetsleider werd omgezet naar de rol van president van de republiek. Hij zag zichzelf als het Ierse equivalent van koning George V van Groot-Brittannië, en gaf aan dat als het staatshoofd van het Verenigd Koninkrijk niet bij de vredesbesprekingen aanwezig was, dat hij dan ook niet aanwezig hoefde te zijn. Tijdens deze besprekingen tussen oktober-december 1921 werd besloten dat 26 van de Ierse graafschappen zelfstandig zouden worden als de Ierse Vrijstaat, terwijl de resterende 6 in het noorden van het eiland onder Brits gezag zouden blijven vallen als het hoofdzakelijk protestantse Noord-Ierland. Dit document staat bekend als the Treaty.

## Vredesovereenkomst
De delegatie die de Republiek vertegenwoordigden tijdens de besprekingen was goedgekeurd door president De Valera en zijn kabinet. Toen zij echter de overeenkomst ondertekend hadden was deze controversieel omdat deze de Republiek (die door geen enkel land werd erkend) omzette naar een kolonie van de Britse Commonwealth, waarbij een Gouverneur-Generaal de taak van de koning zou waarnemen. De Valera vond deze overeenkomst maar niets, zijn tegenstanders zeiden dat hij wist dat dit de uitkomst van de besprekingen zou zijn, en dat dat de reden was dat hij niet bij de besprekingen wilde zijn. De Valera en een minderheid van zijn supporters in Sinn Féin verlieten de Dáil Éireann en poogden een republiek op te zetten met een eigen kabinet en hemzelf als de president. Griffith werd gekozen als voorzitter van de Dáil Éireann, en daarnaast werd er een administratie opgezet onder de Britse kroon onder Michael Collins.

## Burgeroorlog
De spanningen tussen de nieuwe Ierse overheid, gesteund door de meerderheid van de Dáil en het kiesvolk, en de Anti-overeenkomst aanhangers onder leiding van de Valera mondden uit in de Ierse Burgeroorlog (juni 1922), waarbij de voorstanders van de overeenkomst het wonnen van de Valera's republikeinen. Zelfs de grootste aanhangers van de Valera moesten toegeven dat dit het dieptepunt was in zijn carrière. Toespraken waarbij het gaat over waden door het bloed van ministers deed weinig om dingen te bekoelen. Alhoewel hij het hoofd was van de republikeinse beweging had hij weinig invloed, en bracht hij deel van zijn tijd door in de gevangenis. Onder de vele tragedies uit de oorlog waren de dood van Michael Collins (hoofd van de interim-regering) en de executie van Robert Erskine Childers (die de overeenkomst ondertekende), de dood door uitputting van Arthur Griffith en de verwoesting van het Ierse Public Records Office, dat in een klap meer dan 1000 jaar geschiedenis aan documenten in rook deed opgaan.

## Godsdienst

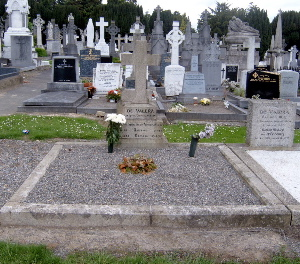
De Valera's graf

Zoals voor vele Ieren, was het rooms-katholieke geloof voor De Valera zeer belangrijk. Hij stond bekend als een vrome katholiek. Waarschijnlijk niet het minst vanwege zijn inspanningen, opende de eerste Ierse grondwet met een eerbetoon aan God ("In the Name of the Most Holy Trinity..."). In zijn geloofsleven was De Valera een bescheiden man die zich door het trouw bijwonen van de Katholieke mis onderscheidde van liberalere politici.
- Bibsys: 90206861
- Bibliothèque nationale de France: cb12181346n (data)
- Catàleg d'autoritats de noms i títols de Catalunya: 981061138873006706
- CiNii: DA0169888X
- Gemeinsame Normdatei: 118764055
- International Standard Name Identifier: 0000 0001 2130 3738
- Library of Congress Control Number: n80082592
- MusicBrainz: d079ba1a-a8d2-4611-95fb-5d7a42e416df
- National Archives and Records Administration: 10568892
- Nationale Bibliotheek van Tsjechië: xx0186269
- Nationale bibliotheek van Australië: 35212326
- Nationale Bibliotheek van Israël: 987007260244505171
- Nationale Bibliotheek van Polen: a0000003009927
- Nederlandse Thesaurus van Auteursnamen: 06933286X
- LIBRIS: 183559
- SNAC: w6j67rk7
- Système universitaire de documentation: 027629864
- Trove: 867482
- Virtual International Authority File: 44341843
- WorldCat: E39PBJht8VH6b7hJTmGHvhy68C